# August Müller
August Müller (1864 – 1949), chào đời tại vùng Mönchengladbach, là sinh viên y khoa của trường Đại học Kiel, Đức, và là nhà tiên phong trong sản xuất kính áp tròng. Năm 1889, ông đã trình bày tại trường đại học luận án tiến sĩ của ông có tiêu đề Mắt kính và thấu kính giác mạc trong đó ông mô tả những nỗ lực của mình nhằm nghiền thấu kính bao phủ cả màng cứng từ thủy tinh thổi. Trong quá trình tinh chỉnh đã giúp ông có khả năng hiệu chỉnh cho đúng -14 D độ cận thị đến 0.50 D.
Đồng nghiệp của Müller là Adolf Fick đã xuất bản tác phẩm của ông về kính áp tròng vào đầu năm 1887, nhưng thấu kính của ông nặng và chỉ có thể đeo trong một thời gian ngắn. Thấu kính của Müller's thì nhẹ hơn và tạo hình phù hợp với đường viền cong của giác mạc. Ông gợi ý rằng thấu kính sẽ vẫn giữ được vị trí trên giác mạc do mao mạch được bôi trơn bởi màng nước mắt.
Müller đã gọi quá trình phát triển của mình là Hornhautlinsen hay 'kính giác mạc'. Những nỗ lực của ông trong việc phát triển một loại kính mới hoàn toàn không thành công, vì một bệnh nhân chỉ có thể chịu đựng được thấu kính bị đè nặng lên màng cứng trong nửa giờ, ít hơn so với Fick. Hơn nữa, nó phải được chèn vào dưới nước để ngăn bọt bong bóng khí, và cocaine được áp dụng để gây mê mắt, thế nhưng ông đã dựng lên nền móng cho các nhà nghiên cứu sau này và ý tưởng và khuyến nghị của ông về dòng chảy nước mắt vừa đủ và mép tròn thực sự làm nên cơ sở cho loại kính áp tròng phù hợp ngày nay.
Năm 1932, Müller đã quyên tặng ba thấu kính này cho Bảo tàng Đức ở Munich. Đây là những thấu kính tương tự mà ông đã thảo luận trong luận văn của mình.